# Johann Anastasius Freylinghausen
Johann Anastasius Freylinghausen (ur. 2 grudnia 1670 w Gandersheim, zm. 12 lutego 1739 w Halle) – niemiecki pietystyczny teolog i muzyk luterański
Studiował teologie w Jenie. Pod wpływem Augusta Hermanna Franckego przyłączył się do pietystów. W 1695 roku został wikariuszem Franckego w kościele św. Ulryka, poślubił jego córkę, a po zgonie został następcą i dyrektorem zakładów (Franckesche Stiftungen) w Halle – domu opieki (Waisenhaus) i Pedagogium.
Ogromne jest jego znaczenie dla hymnologii protestanckiej. Sam jest autorem 44 utworów religijnych, ale ponadto opublikował kilka większych zbiorów pieśni. Najsłynniejszym kancjonałem jest Geistreiches Gesangbuch zawierający 1500 starszych i nowych utworów, znany też jako Freylinghausensche Gesangbuch (pierwsze wyd. 1704). Inne popularne dzieło, Grundlegung der Theologie miało 14 edycji do roku 1744. Niektóre pieśni Freylinghausena są nadal śpiewane, również w Polsce.

## Dzieła
- Grundlegung der Theologie, mit einer Einl. hrsg. von Matthias Paul, reprint wyd. Halle, Verl. des Waysenhauses, 1703. Hildesheim; Zürich; New York, Olms-Weidmann 2005, ISBN 3-487-12764-4
- Compendium oder Kurtzer Begriff der gantzen christlichen Lehre in 34 Articuln, nebst einer summarischen Vorstellung der göttlichen Ordnung des Heyls, in Fragen und Antwort einfältig und schriftmässig entworfen von Jo. Anastasio Freylinghausen, Halle, Waisenhaus, 1766